# Carl Olof Gisle
Carl Olof Gisle, född 22 september 1900 i Göteborg, död 4 juni 1964 i Åryd, var en svensk diplomat och jurist.

## Biografi
Gisle avlade studentexamen 1919, filosofie kandidatexamen i Uppsala 1922 och juris kandidatexamen 1924. Han genomförde tingstjänstgöring i Östra Värends domsaga och Sunnerbo domsaga 1924–1927 och tjänstgjorde i Svea hovrätt 1928. Gisle blev därefter attaché vid Utrikesdepartementet (UD) 1928. Han tjänstgjorde i Madrid och Lissabon 1929, London 1930, Warszawa 1931 och vid UD 1932. Gisle blev tillförordnad förste sekreterare 1936 (tillförordnad andre sekreterare 1934, andre sekreterare 1935), förste legationssekreterare i Berlin 1938, tillförordnat handelsråd i London 1939 och legationsråd 1944 (tillförordnad 1941). Han var envoyé i Buenos Aires, Asunción och Montevideo 1946, Pretoria 1949 samt Prag och Budapest 1954. Gisle var i disponibilitet från 1959.
Han var sekreterare eller ombud vid handelspolitiska förhandlingar med ett flertal länder och ordförande för svenska delegationen vid GATT-konferensen i Torquay 1950–1951. Gisle blev hedersledamot av La Plata-universitetet 1947.
Carl Olof Gisle var son till brukspatronen Edwin Ohlsson och Thorinna Ferm. Han gifte sig 1936 med Cecilia Lilliehöök (1913–2006), dotter till översten Bertil Lilliehöök och Eleonor Berndes. Tillsammans fick de barnen Peter (född 1937), Catharina (född 1938), Anna (född 1941) och Caroline (född 1948).

## Utmärkelser
Gisles utmärkelser:
- Kommendör av 1. klass av Nordstjärneorden (KNO1kl)
- Riddare av Vasaorden (RVO)
- Kommendör av Italienska kronorden (KltKrO)
- Officer av Belgiska Leopold II:s orden (OffBLeopILsO)
- Officer av Chilenska förtjänsttecknet Al Mérito (OffChilAM)
- Officer av Polska orden Polonia Restituta (OffPolRest)
- Riddare av Portugisiska Kristiorden (RPKO)
- Riddare av Spanska civilförtjänstorden (RSpCfO)
- Riddare av Österrikiska Hederstecknet (RÖHT)